# هندوچین فرانسه در جنگ جهانی دوم

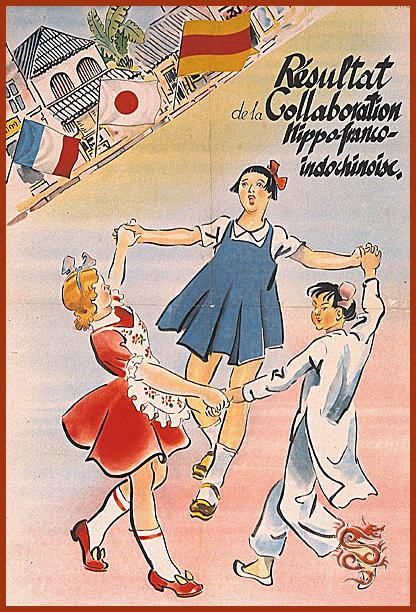
پوستر تبلیغاتی دولت فرانسه که در هندوچین فرانسه منتشر شده بود.

هندوچین فرانسه در جنگ جهانی دوم (انگلیسی: French Indochina in World War II) در تابستان ۱۹۴۰ آلمان نازی به سرعت در نبرد فرانسه جمهوری سوم فرانسه را شکست داد و دولت استعماری هندوچین فرانسه (ویتنام، لائوس و کامبوج) به دولت فرانسه ویشی منتقل شدند. در سپتامبر ۱۹۴۰ نیروهای ژاپنی برای اولین بار وارد مناطقی از هندوچین شدند (حمله ژاپن به هندوچین فرانسه). و در ژوئیه ۱۹۴۱ ژاپن کنترل خود را بر کل هندوچین فرانسه گسترش داد.